# Јован Ђорђевић (књижевник)
Јован М. Ђорђевић (Сента, 25. новембар 1826 — Београд, 22. април 1900) био је српски књижевник и културни делатник. Оснивач је Српског народног позоришта и аутор текста химне Боже правде.

## Биографија
Јован се родио новембра 1826. године у Сенти, од родитеља, оца Филипа трговца и мајке Ане рођ. Малешевић. Отац се уз трговину радо бавио економијом и пчеларством, чак је и књигу о томе објавио 1860. године. Мајка га је научила да чита и пише пре него што је пошао у школу. После завршетка основне школе у родној Сенти, учио је гимназију: први разред приватно код куће и наставио у Сегедину (2-4; 6), Новом Саду (5) и Темишвару (7), филозофију у Пешти (8), а 1845. године уписао се на пештански медицински факултет. Три године студија у Пешти провео је као Текелијин стипендиста. Револуционарне 1848. године дефинитивно је прекинуо студије, јер је очево имање пропало, а стипендија од 60 ф. била недовољна. Следеће 1849. године бачки велики жупан, Исидор Николић-Џавер, и сам познати писац, позвао га је к себи у Сомбор. Жупан га је запослио као дијурнисту, (где је провео две и по године) а затим послао у Загреб, да заврши студије и положи испит; за то време чекало га је његово чиновничко место, непопуњено.
Ђорђевић је након дипломирања из Сомбора отишао у Лугош, за судског чиновника, а 1852. године, на позив патриота, прешао је у Нови Сад за професора велике српске гимназије. Овде је због Вуковских и народњачких идеја, дошао у сукоб с неким члановима патроната, те је (1857) примио у Пешти секретарство Матице српске и уредништво Летописа. Био је уредник Летописа Матице српске у периоду 1857-1859. године, и једини из матичиног одбора књижевник, без права гласа. Наишавши и овде на непријатељство истих чинилаца, одазвао се 1859. године понуди Данила Медаковића и прихватио је, уз Ђ. Поповића, сауредништво Српског дневника у Новом Саду.
Јован Ђорђевић је углавном водио администрацију и пунио просветни дио листа. По његову каријеру одлучне су биле 1860. и 1861. године. Он је 1860. године почео да објављује низ оних важних чланака о позоришту, којима је усталасао војвођанско Српство и тиме непосредно допринео оснивању сталног Српског народног позоришта (16/7 1861) под окриљем Српске читаонице. 1861, као посланик на благовештенском сабору. је писао белешке са саборских седница, које је после издао у књизи: Радња Благовештенског Сабора. 1861. Кад је Ђорђе Поповић-Даничар иступио из уредништва, Ђорђевић је наставио рад са Ђ. Вукићевићем. У те дане, Ђорђевић је био главни чинилац целокупног културног полета у Војводини. Све просветне манифестације, као што је била и свечаност о Текелијиној стогодишњици (17/7 1861), коју је он организовао, биле су смишљене прилике да се у време апсолутизма, национални дух одржи компактан и активан. 1863. Јован Ђорђевић је фактички предао уређивање Српског дневника Светозару Милетићу, а сам се све више посветио позоришту, заводећи непрекидно турнеје. Године 1864. Српски дневник је био обустављен, а Ђорђевић као одговорни уредник стављен под војни суд. Иако је 1865. дошло до опште амнестије, лист више није покренут. 1867. је довео новосадску трупу на гостовање у Београд. На представи 5/11 1867 кнез Михаило је обећао лично Ђорђевићу да ће о свом трошку сазидати зграду за позориште у Београду.
Јован Ђорђевић је 1868. године позван за првог директора Народног позоришта у Београду, а кад је (1870). креирано звање драматурга, он је именован на то место. Основао је привремену Позоришну школу 1870. године. Године 1873. Народно позориште је затворено, против Ђорђевићеве воље, а он је постављен за наставника. Године 1876. постао је директор полугимназије у Шапцу, 1878. директор гимназије, а 1880. године директор учитељске школе у Београду. 1888. изабран је за професора опште историје у Великој школи. Пошто је још 1892. био кратко време министар Просвјете у Авакумовићевом министарству, и исте године свечано, у приликама општег народног славља, прослављена педесетогодишњица његовог књижевног рада. Пензионисан је 1896. године, а 1887. године је био наставник краљу Александру за историју и географију, и пратио га је на путу у Крим.
Ђорђевић је почео да пише стихове посвећене раном преминулој сестри 1842. године (Спомен сестри Милици). И касније је радио на поезији, спевавши популарну позоришну алегорију Маркова сабља, и у њој песму - будућу српску химну (Боже правде). Објавио је у "Српском народном листу" песму "На Св. Саву", а у алманаху српске омладине "Славјанци", песму "Кнез Павао". Али од свега књижевнога рада, важније је његово иницијаторско и организаторско деловање на културном, посебно на позоришном пољу. Овамо спада и Глумачка школа, коју је основао 1870. и у којој је предавао он сам с Бачванским до 1893, као и документирани мемоар о Позоришту и и његовој кризи, који је предао министру Просвете 1873. године. Од књижевних радова, осим споменутих, ваља споменути још: биографије о Двојици Станимировића и биографију о Чучук-Стани (1884). Латинско-српски речник (1886). Општа историја у два тома (1898). многобројна позоришна дела с мађарског и њемачког (Шилерова Сплетка и љубав), оцене за многе уџбенике и књижевне појаве, путописи (Летопис, 133, 134, 135). занимљиве успомене у Јавору од 1892. итд.
Јован Ђорђевић и Јован Јовановић Змај су били кумови и водили су кореспонденцију.
Јован Ђорђевић је умро априла 1900. године у Београду. Сахрањен је на Новом гробљу, у заједничкој гробници са рођацима, где је касније сахрањен и његов сестрић Стеван Сремац.

## Наслеђе
У изворима се наводи да је био драг и поштован пријатељ, којег су новосадски пријатељи звали Фотер. Ђорђевић је по карактеру био неуморан, истрајан, темељан, свестран, озбиљан, необично даровит и мудар. Одрекао се кућне радости и породичне среће да може ревносно и непомућено апостолисати српској просвети, служити српском напретку. Није се Јован никад женио, али увек остао привржен породици. Бринуо је о старим родитељима, поудавао сестре и збринуо њихову децу.
У знак сећања на Јована Ђорђевића улица која се протеже од хотела „Ројал“ у Сенти до кеја на реци Тиси 1923. године названа је по Јовану Ђорђевићу. Вероватно исте те године и гвоздени мост у Сенти, на реци Тиси, назван је његовим именом. На жалост мост је 12. априла 1941. године, пред долазак окупатора, морао бити срушен од стране војске Краљевине Срба, Хрвата и Словенаца. У време рушења моста промењен је и назив улице, али је 1982. године враћен и она до данашњих дана носи име Јована Ђорђевића.
Српско народно позориште је једну сцену назвало Јован Ђорђевић, такође додељује медаљу „Јован Ђорђевић”.

## Дела
- Ђорђевић, Ј. (1881) Народно позориште у Београду. Позориште, вол. 8, бр. 8. p. 30
- Ђорђевић, Ј. (1882) Српска химна, Сложио у ноте за први глас са пратњом клавира Даворин Јенко. Србадија, вол. II, св. 3
- Ђорђевић, М. Ј. (1884) Лира : са 800 позоришних песама. Позоришна лира, Београд (Задруга штампарских раденика),  52454151